# Arquidiocese de Cumaná
A Arquidiocese de Cumaná (Archidiœcesis Cumanensis) é uma circunscrição eclesiástica da Igreja Católica situada em Cumaná, Venezuela. Seu atual arcebispo é Ángel Francisco Caraballo Fermín. Sua Sé é a Catedral de Santa Inês de Cumaná.
Possui 25 paróquias servidas por 28 padres, contando com 801 230 habitantes, com 78,6% da população jurisdicionada batizada (629 530 batizados).

## História
A Diocese de Cumaná foi erigida em 12 de outubro de 1922 pela bula Ad munus do Papa Pio XI, recebendo o território da Diocese de Santo Tomás de Guayana (atual Arquidiocese de Ciudad Bolívar).
Originalmente sufragânea da Arquidiocese de Caracas, em 21 de junho de 1958 passou a fazer parte da província eclesiástica da Arquidiocese de Ciudad Bolívar.
Em 18 de julho de 1969, cedeu uma parte de seu território à ereção da Diocese de Margarita.
No dia 16 de maio de 1992 foi elevada à dignidade de arquidiocese metropolitana pela bula Necessitate adducti do Papa João Paulo II.
Em 4 de abril de 2000 cedeu outra parte do território para o benefício da ereção da Diocese de Carúpano.

## Prelados
|                          | Nome                              | Período    | Notas                                       |
| Arcebispos               | Arcebispos                        | Arcebispos | Arcebispos                                  |
| ------------------------ | --------------------------------- | ---------- | ------------------------------------------- |
| 4º                       | Ángel Francisco Caraballo Fermín  | 2025-      | Atual                                       |
| 3º                       | Jesús González de Zárate Salas    | 2018-2024  | Nomeado arcebispo de Valência na Venezuela  |
| 2º                       | Diego Rafael Padrón Sánchez       | 2002-2018  |                                             |
| 1º                       | Alfredo José Rodríguez Figueroa † | 1992-2001  |                                             |
| Bispos                   |                                   |            |                                             |
| 4º                       | Alfredo José Rodríguez Figueroa † | 1987-1992  |                                             |
| 3º                       | Mariano José Parra León †         | 1966-1987  |                                             |
| 2º                       | Crisanto Darío Mata Cova †        | 1949-1966  | Nomeado Arcebispo de Ciudad Bolívar         |
| 1º                       | Sixto Sosa Díaz †                 | 1923-1943  |                                             |
| Bispos-auxiliares        |                                   |            |                                             |
|                          | Manuel Felipe Díaz Sánchez        | 1997-2000  | Nomeado Bispo de Carúpano                   |
|                          | Eduardo Herrera Riera             | 1965-1966  | Nomeado Bispo de Guanare                    |
|                          | Pedro Pablo Tenreiro Francia      | 1939-1954  | Nomeado Bispo de Guanare                    |
|                          | Rafael Ignacio Arias Blanco       | 1937-1939  | Nomeado Bispo de San Cristóbal de Venezuela |
| Administrador apostólico |                                   |            |                                             |
|                          | Mariano José Parra Sandoval       | 2024-2025  | Arcebispo emérito de Coro                   |